# Art Young
Arthur Henry Young (Monroe, Wisconsin, 1866 - Nueva York, 28 de diciembre de 1943) fue un dibujante y caricaturista estadounidense.
De ideología socialista, sus dibujos aparecieron en publicaciones como Chicago Inter-Ocean, Judge, Life, The Metropolitan, Chicago Tribune, New York World, The Saturday Evening Post, The Masses, The Liberator, Good Morning o The New Masses, entre otras.